# آنت جروب
آنت جروب (بالإنجليزية: Ant Group)‏ هي شركة تابعة لمجموعة علي بابا.تعتبر الشركة الأعلى قيمة في العالم في مجال التكنولوجيا المالية و أكثر شركة أحادية القرن قيمة.
تمتلك الشركة أكبر منصة دفع رقمية في الصين وهي علي باي والتي تخدم أكثر من مليار مستخدم و80 مليون تاجر وحجم معاملات بلغ 118 تريليون يوان صيني في يونيو 2020.